# دیوان عالی افغانستان
دیوان عالی افغانستان (پشتو: سْتِره مَحکَمه) عالی‌ترین نهاد قضایی در افغانستان است که ریاست قوه قضائیه افغانستان را در دولت امارت اسلامی افغانستان بر عهده دارد. این دادگاه، آخرین دادگاه تجدید نظر در افغانستان است که در قانون اساسی افغانستان که در ۱۴ جدی/دی ۱۳۸۲ تصویب شد، ایجاد شد. ایجاد دادگاه عالی افغانستان جزئی از توافقنامه کنفرانس بن بود که بخشی از آن را می‌خوانید:
قدرت قضایی افغانستان باید مستقل باشد و در اختیار دادگاه عالی این کشور و سایر دادگاه‌هایی که ممکن است توسط دولت موقت ایجاد شود، قرار گیرد. دولت موقت باید با کمک سازمان ملل و به منظور بازسازی سیستم قضایی داخلی بر مبنای اصول اسلامی،استانداردهای بین‌المللی و احکام و سنت‌های قانونی افغان‌ها، کمیسیون قضایی ایجاد کند.
اعضای شورای عالی، دیوان عالی افغانستان:
- سید یوسف حلیم: رئیس دیوان عالی (ستره محکمه).
- عبدالملک کاموی: عضو دیوان عالی (ستره محکمه) .
- برات علی متین: عضو دیوان عالی (ستره محکمه).
- عبدالقادر عدالتخواه: عضو دیوان عالی (ستره محکمه).
- عبدالحسیب احدی: عضو دیوان عالی (ستره محکمه).
- محمد زمان سنگری: عضو دیوان عالی (ستره محکمه).

اعضای دادگاه عالی افغانستان توسط رئیس‌جمهور افغانستان و با تأیید مجلس نمایندگان افغانستان برای باراول دوره‌های ۴، ۷ و ۱۰ سال و فقط یکبار انتخاب می‌شود. رئیس جمهور افغانستان یکی از نه عضو ره به عنوان قاضی ارشد افغانستان انتخاب می‌کند تا به عنوان قاضی‌القضات فعالیت کند. قانون اساسی اجازه می دهد تا قضات در قوانین مدنی یا اسلامی آموزش ببینند.
مسائل قانونی بدون هیچ قیدی در قانون اساسی یا سایر قوانین دائمی باید توسط فقه حنفی مورد قضاوت قرار گیرند. قوه قضائیه باید مکاتب شیعه را در مواردی که در مورد مسائل شخصی کسانی که از فرقه شیعه استفاده می کنند، اعمال کنند.
دادگاه عالی پیشین تحت تسلط چهره‌های بسیار محافظه کاران مذهبی بود. قاضی‌القضات ارشد سابق، فضل هادی شینواری بویژه، بسیار محافظه کار توصیف شده بود. برخی از احکام آنان بسیاری از چهره‌های اصلاح طلب و جامعه جهانی را ناامید کرد. برای مثال:
- دادگاه، در طول انتخابات ریاست‌جمهوری افغانستان ۱۳۸۳ به دنبال ممنوعیت حضور نامزدی بود که سؤال کرده بود آیا چندهمسری با روح اسلام تطابق دارد یا خیر؛
- آن‌ها به دلیل بخشی از تاثیرات ظاهری فیلم های بالیوودی که ادعا شده بود شهوت برانگیز هستند، خواستار پایان بخشیدن به خدمات تلویزیون کابلی در کشور بودند، حداقل تا زمانی که قوانین دولتی در این باره تنظیم شود.[۴]
- دادگاه حکم اعدام دو روزنامه‌نگار را بدلیل آنچه کفرگویی خوانده شده بود تایید کرد. آنها گفته بودند که اسلام در این کشور ارتجاعی عمل می کند.[۵]
- آن‌ها خواستار ممنوعیت آواز خواندن زنان در تلویزیون شدند؛[۶][۷] و
- آن‌ها حکم کردند دختری که در ۹ سالگی ازدواج کرده بود، نمی‌تواند در ۱۳ سالگی از شوهرش طلاق بگیرد، با وجود آنکه در قانون، ازدواج دختران زیر ۱۶ سال ممنوع بود.[۸]
- آن‌ها حکم دادند که مجازات همجنس‌گرایی، مرگ است، حتی بر حسب قانون مجازات ۱۹۷۶، محکومیت طولانی مدت برای زنا و مجازات در نظر گرفته شده بود.[۹]

در سال ۲۰۰۶ حامد کرزی چند چهره جدید در دیوان عالی منصوب کرد. با این حال او همچنان فضل هادی شینواری را به عنوان قاضی ارشد تعیین کرد. علی‌رغم مناقشه‌ای که در مورد اعتبار قانونی دوره شینواری وجود داشت، انتخاب او مجاز بود ادامه یابد، اما در نهایت مجلس نمایندگان به وی رای ندادند و شکست خورد. کرزی پس از آن مشاور حقوقی خود عبدالسلام عظیمی را برای جایگزینی شینواری معرفی کرد و پارلمان به وی رای داد و دادگاه جدید در ۱۴ اسد/مرداد ۱۳۸۵ سوگند یاد کرد. با پایان رسیدن دوره عبدالسلام عظیمی، سید یوسف حلیم در ۵ اسد (مرداد) ۱۳۹۵ به عنوان رئیس دیوان عالی افغانستان (ستره محکمه) تعیین شد.

## ساختمان
ساختمان دیوان عالی افغانستان در میدان مسعود قرار دارد. در ۱۹ دلو/بهمن ۱۳۹۵ در اثر یک حمله انتحاری در بیرون ساختمان حدود ۲۰ نفر کشته شدند.